# Krimisa
Krimisa (également appelée Crimisa, Crimissa ou Cremissa ; Κρίμισσα en grec) était une petite ville antique de la Grande-Grèce datant probablement du VIIe siècle av. J.-C., située sur le promontoire de Punta Alice (it) au nord de Cirò Marina (province de Crotone en Calabre).

Habitée par des indigènes assimilés par les Grecs, elle 

« ... n'a jamais représenté un rôle significatif dans les événements politiques de la région" (Paolo Orsi). Le sanctuaire d'Apollon est étroitement associé à Krimisa et a été fouillé »

.

## Origine et mythe
Selon divers récits mythographiques, pas toujours uniformes et cohérents, de Strabon, du Pseudo-Apollodore, de Lycophron et du Pseudo-Aristotle (en), le héros grec Philoctète atteint ces lieux à son retour de la guerre de Troie, avec les Rhodiens sous Tlépolème. Il colonisa le promontoire de Crimisa et fonda une ville du même nom. Topographiquement, Krimisa était située dans une zone plus basse par rapport à Chone, aujourd'hui Cirò.
On pense que Philoctète a également fondé Petelia (Strongoli) et Macalla. Il possédait également un sanctuaire dédié à Apollon Aléus, où il déposa son arc et ses flèches reçus en cadeau d'Héraclès. Puis, se précipitant au secours de ses alliés rhodiens, il mourut en combattant des indigènes barbares. Sur son tombeau érigé près de la rivière de Sybaris fut ensuite construit un temple où il fut honoré de sacrifices.

## Historique
Le site date du VIIe siècle av. J.-C. Durant la période classique, la ville fut complètement hellénisée et le resta jusqu'à l'époque romaine.
Le sanctuaire d'Apollon Aleus comportait 4 phases :
- La plus ancienne étant « gréco-italique » probablement en bois, du VIIe jusqu'à la fin du VIe siècle av. J.-C.. La reconstruction monumentale du sanctuaire selon l'architecture grecque a eu lieu à partir de la première moitié du VIe siècle av. J.-C.
- La deuxième phase date du milieu du Ve à la fin du IVe siècle av. J.-C., lorsque l'acrolithe d'Apollon (440-420 av. J.-C.) fut créé et qu'un autre temple de Déméter, près du carrefour Alice, fut construit. Elle est représentée notamment par les terres cuites architecturales. Ce temple était très allongé (stylobate 16,15 x 38,10 m) avec 7 x 15 colonnes. La base du mur de la cella ainsi que les bases de la colonnade centrale et les piliers à l'intérieur de l'adyton sont conservés. La technique de construction était commune à de nombreux édifices archaïques : sur une fondation légère, un socle était constitué de deux rangées de blocs de calcaire fraîchement dégrossis, liés par des éclats d'argile et de calcaire ; les murs devaient être en briques crues et en bois, comme en témoignent les dimensions modestes des fondations et l'absence de fragments de pierre.
- La troisième phase, hellénistique, du milieu du IVe et du IIIe siècle av. J.-C., coïncide avec l'émergence des Bruttiens. Dans les premières décennies du IIIe siècle av. J.-C., le temple archaïque fut démoli et ses reliques les plus sacrées (acrolithe et ex-voto) enterrées dans les nouvelles fondations qui incorporent l'ancienne structure et un temple périptère dorique plus grand fut érigé par les Bruttiens en calcaire, entouré par 8 x 19 colonnes. Le temple fut célèbre jusqu'aux dévastations de Pyrrhus Ier, roi d'Épire, après quoi commença son déclin, qui le vit saccagé et détruit peut-être déjà vers la fin du IIIe et du IIe siècle av. J.-C..
- La quatrième phase, depuis la fin de la deuxième guerre punique (202 av. J.-C.) jusqu'à la chute de l'Empire romain (476 apr. J.-C.), a connu une fréquentation réduite des visiteurs.

## Découvertes archéologiques
Le célèbre archéologue italien Paolo Orsi a travaillé dans la zone où se trouvait vraisemblablement l'ancienne Krimisa et a fait plusieurs découvertes lors de fouilles menées entre 1924 et 1929. Des campagnes de fouilles ultérieures au temple d'Apollon ont été menées entre 1970 et 1990.
- Au musée civique archéologique de Cirò Marina [3], situé dans un bâtiment du XVIIIe siècle du palais Porti et du château Sabatini, sont exposés plusieurs objets trouvés dans la zone du sanctuaire d'Apollon : un chapiteau, plusieurs éléments architecturaux, un masque en terre cuite, un piédestal, des fragments d'une statue en bronze, des fragments d'une perruque en bronze, des pièces de monnaie en bronze, des figurines.

- Dans le musée archéologique national de Crotone, les découvertes du sanctuaire d'Apollon Aléus à Cirò  comprennent : des chapiteaux doriques du temple, un antéfixe avec un disque représentant une Gorgone de l'acrotère, des tablettes votives, une matrice d'antéfixe et des fragments d'une statuette archaïque de jeune homme en pierre calcaire. Les légendes illustrant le site et les photos du célèbre acrolithe ne manquent pas.

- Au musée national de la Grande-Grèce, les objets les plus précieux comprennent :
  - Une magnifique tête, mains et pieds d'une statue en marbre d'Apollon Aléus. La statue en question était apparemment un acrolithe (c'est-à-dire une statue dont seuls la tête et les membres sont en marbre, tandis que le corps était en bois ou simplement un échafaudage ensuite recouvert en tous points). La tête, qui montre l'influence de Phidias, est en marbre blanc et présente des trous autour du front qui supportaient à l'origine une perruque en bronze ou une couronne en métal. Il est daté de 440 av. J.-C.
  - Une petite idole en or qui, selon Paolo Orsi, représentait Apollon.

## Galerie

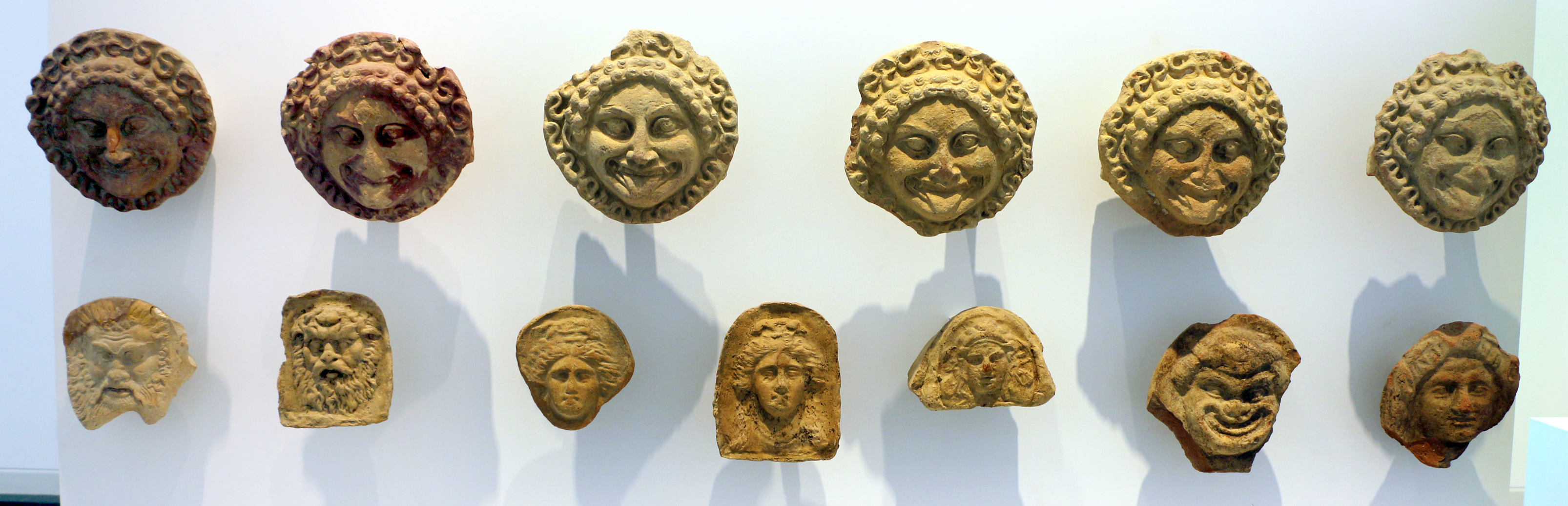
Antéfixes du sanctuaire d'Apollon à Krimisa, vers 350-300 av. J.-C.
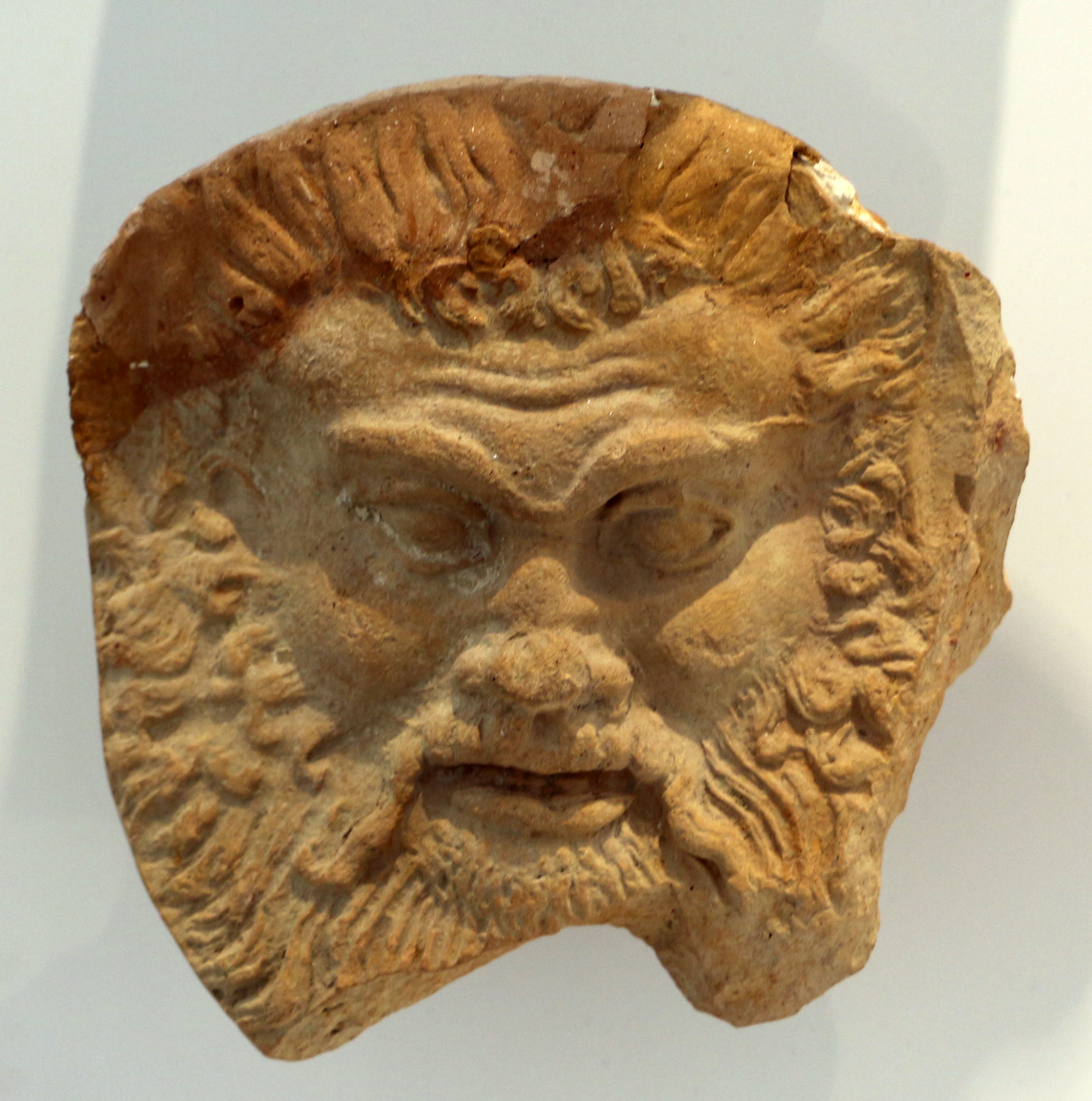
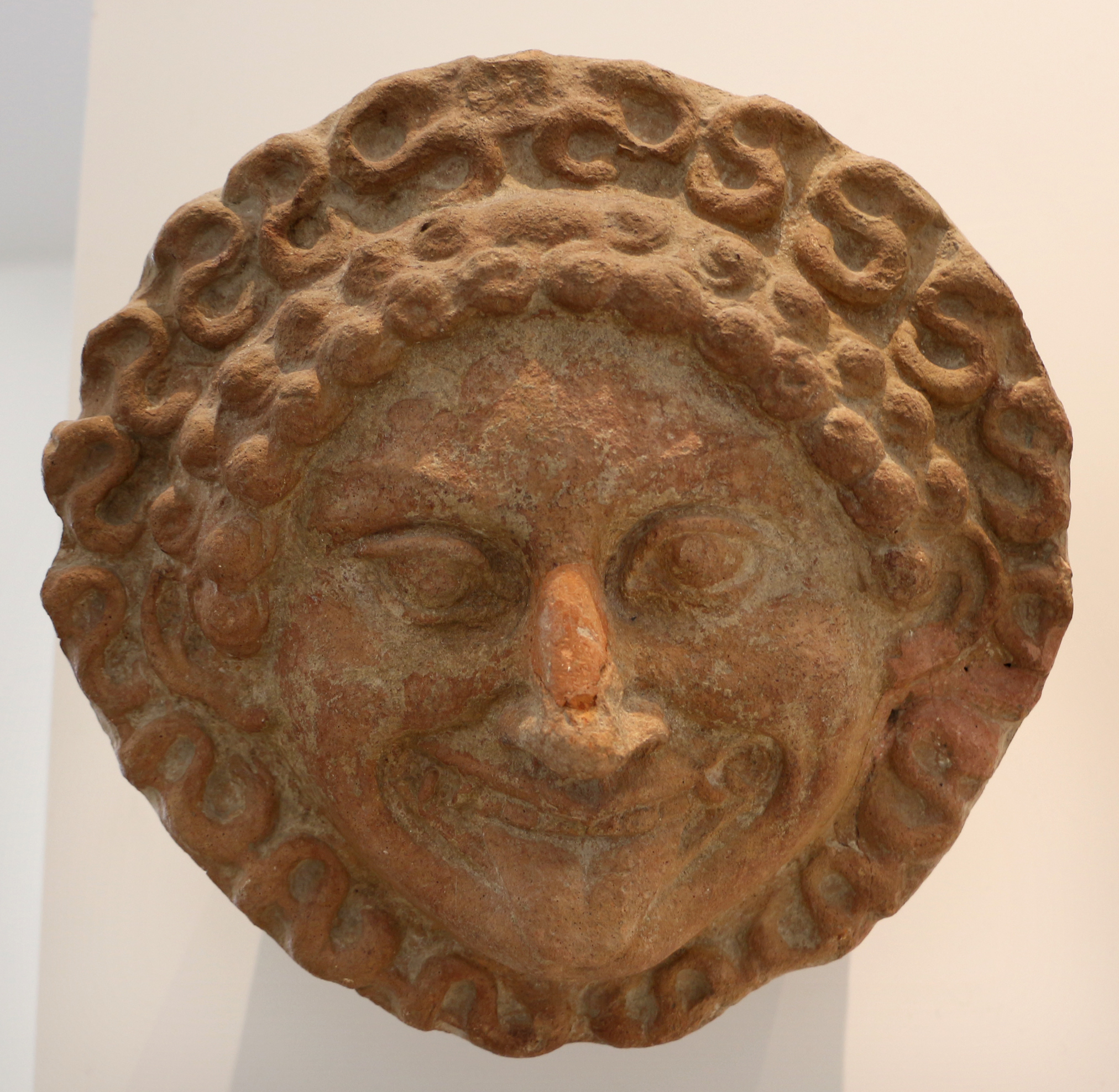